# IV My People
IV My People est un label discographique et collectif de hip-hop français, fondé en 1998 par le rappeur Kool Shen, du groupe NTM. Le label cesse ses activités en 2005.

## Histoire

### Genèse
En 1997, Kool Shen rencontre par hasard Busta Flex dans les locaux de sa maison de disques. Le courant passe bien entre les deux artistes, et Kool Shen propose à Busta Flex de réaliser son premier album. Le label WEA Music décide alors de déposer la marque IV My People pour publier l'album le 3 février 1998. L'aventure s'avérant concluante, Kool Shen décide de remettre son rôle de réalisateur pour produire le premier album solo du rappeur Zoxea qui sortira le 2 février de l'année suivante. Les trois compères décident de créer un collectif et publient en été 1998 un CD single du nom de IV My People avec le célèbre titre homonyme, épaulés par JoeyStarr (compagnon de route de Kool Shen) et Lord Kossity (déjà entendu sur le titre Ma Benz de NTM).

### Croissance et maturité
En 1999, le nouveau collectif publie la mixtape Original Mixtape Volume 1, mêlant inédits du collectif et morceaux de hip-hop américain, le tout mixé par les producteurs Madizm et Sec.Undo, déjà présents sur le quatrième album de NTM, ainsi que sur les solos de Busta flex et Zoxea ; 707 Team. Le collectif, passé en indépendant, publie ensuite un nouveau maxi, Donne-moi des beats fats, présentant ainsi leurs nouveaux membres, Dany Boss Alcide H et Merlin au micro, formant le groupe Serum, amenés par Kool Shen. Plus tard, une nouvelle recrue rejoint les rangs de IV My People: Salif, découvert et amené par Zoxea. 
Tous ensemble, ils sortent en juin une nouvelle mixtape, Original Mixtape Volume 2, en compagnie du chanteur Lord Kossity, du groupe Comité de Brailleurs, et de Neil, un ancien danseur du crew Aktuel Force. À la fin de l'été, Busta Flex décide de quitter IV My People. C'est alors qu'une nouvelle membre, Toy, une chanteuse de RnB américaine, entre dans le label à la suite de sa rencontre avec Kool Shen à Miami durant le tournage du clip Y a que ça à faire, titre présent sur l'album À mon tour d'briller de Zoxea. Le collectif publie alors en novembre un autre maxi CD quatre titres du même nom que le premier: IV My People composé du son Rien à prouver dans lequel pose Serum, du morceau Présent tant qu'mes gars en veulent où pose Kool Shen accompagné de Zoxea, du titre Rap et drogue dans lequel Salif pose aux côtés de Zoxea et du son Eenie, Meenie, Miny, Mo dans lequel il pose cette fois-ci avec Lord Kossity en featuring. Le maxi se vend très bien et plus de 70 000 exemplaires seront vendus en édition limitée.
En 2000, le collectif devenu label discographique publie un premier album intitulé Certifié Conforme. Il réitère l'aventure deux ans plus tard avec Zone. Entre-temps, les deux producteurs du label sortiront la mixtape Streetly Street vol.1, première d'une série de trois disques.

### Déclin
En 2001, Kool Shen rencontre Jeff Le Nerf lors d'un spectacle à Grenoble, et le signe à son label. Le label revient ensuite en 2005 avec Mission, privé de Zoxea mais avec de nouvelles têtes, déjà entendues sur les divers apparitions du collectif, comme Jeff le Nerf et Les Spécialistes. Mais le succès n'est pas au rendez-vous, et de grosses difficultés financières, obligent Kool Shen à revendre la marque au label AZ.

## Discographie

### Albums du collectif
- 1999 : IV My People
- 2000 : Certifié conforme
- 2001 : Streetly Street Vol.1
- 2002 : Zone
- 2003 : Streetly Street Vol.2
- 2004 : Streetly Street Vol.3
- 2005 : Mission

### EP et singles
- 1998 : IV My People (maxi)
- 1999 : Donne-moi des beats fats (maxi)
- 2000 : United We Stand (single)
- 2000 : C'est ça ma vie (single)
- 2002 : Are You Ready ? (single)
- 2006 : Paris-Cuba (single)

### Mixtapes
- 1999 : Original Mixtape Vol.1
- 1999 : Original Mixtape Vol.2
- 1999 : Breakbeat

### Albums solos
- 1998 : Busta Flex - Busta Flex
- 1999 : À mon tour de briller - Zoxea
- 2001 : Chacun pour soi - Salif
- 2003 : On vit comme on peut - Serum
- 2004 : Dernier round - Kool Shen
- 2005 : Reality Show - Les Spécialistes
- 2006 : Le nerf à vif - Jeff Le Nerf
- 2009 : Crise de conscience - Kool Shen

## Anciens membres
- Kool Shen
- Busta Flex
- Zoxea
- Nysay (Salif et Exs)
- Jeff le Nerf
- Serum (Dany Boss et Alcide H)
- Les Spécialistes (Princess Aniès et Tepa)